# 히라하라 류키
히라하라 류키(일본어: 平原 隆暉, 2003년 5월 1일~)는 일본의 축구 선수이다.

## 구단 경력
그는 2022년 J3리그의 기라반츠 기타큐슈에 입단했다.